# Metiloranj
Metiloranjul (heliantină sau oranj-III) este un indicator de pH de culoare portocalie, folosit adesea în titrare datorită modificării ușor observabile de culoare. Are formula moleculară C14H14N3NaO3S și masa moleculară egală cu 327,33 g/mol. Este un colorant azoic, fiind sarea de sodiu a acidului 4-[4-(dimetilamino)fenilazo]benzensulfonic. Deoarece își schimbă culoarea sub acțiunea unui acid cu tărie medie, este folosit în special cu scopul titrării acizilor. Spre deosebire de un indicator universal, metiloranjul nu prezintă întreg spectrul color la schimbarea culorii. Metiloranjul este roșu în mediu acid și galben în mediu bazic. 

## Obținere
Pentru obținerea metiloranjului, acidul sulfanilic este diazotat cu acid azotos și astfel este transformat în acid 4-benzen diazoniu sulfonic.
Ulterior acidul 4- benzen diazoniu sulfonic este cuplat cu N,N-dimetilanilina și tratat cu hidroxid de sodiu, transformându-se în sare de sodiu.

## Utilizări
Metiloranjul este utilizat în principal ca și indicator datorită schimbării de culoare ce are loc și este vizibilă. Astfel folosit într-o soluție ce-i este crescută aciditatea, culoarea va trece de la galben la portocaliu și, în final, la roșu în soluția cu aciditatea cea mai mare. Dacă se inversează procesul, culoarea se va modifica din nou, de la roșu la portocaliu și, în final, la galben în soluția alcalină. Metiloranjul are un pKa în apă de 3,47 la o temperatură de 25 °C.